# Psychotria loniceroides
Psychotria loniceroides là một loài thực vật có hoa trong họ Thiến thảo. Loài này được Sieber ex DC. miêu tả khoa học đầu tiên năm 1830.